# Großer Preis von Italien 1993
Der Große Preis von Italien 1993 (offiziell Pioneer 64º Gran Premio d’Italia) fand am 12. September auf dem Autodromo Nazionale di Monza in Monza statt und war das 13. Rennen der Formel-1-Weltmeisterschaft 1993.

## Berichte

### Hintergrund
Nach dem Großen Preis von Belgien führte Alain Prost in der Fahrerwertung mit 28 Punkten vor Ayrton Senna und mit 33 Punkten vor Damon Hill. In der Konstrukteurswertung führte Williams-Renault mit 69 Punkten vor Benetton-Ford und mit 73 Punkten vor McLaren-Ford.
Vor dem Rennwochenende gab es zwei Fahrerwechsel: Thierry Boutsen, der seine Formel-1-Karriere nach zehn Jahren beendete, wurde bei Jordan durch den Neuling Marco Apicella ersetzt, welcher zu seinem ersten und einzigen Einsatz an einem Grand Prix kam. Der verletzte Alessandro Zanardi wurde beim Team Lotus von Pedro Lamy vertreten, der somit ebenfalls zu seinem Formel-1-Debüt kam.
Mit Prost (dreimal), Senna (zweimal) und Gerhard Berger (einmal) traten drei ehemalige Sieger zu diesem Grand Prix an.

### Qualifying
Prost und Hill qualifizierten sich für die erste Startreihe vor Jean Alesi und Senna. Michael Schumacher belegte den fünften Startplatz vor Berger, der in den letzten Minuten des Qualifyings infolge eines Missverständnisses mit seinem Teamkollegen Alesi einen heftigen Einschlag in die mit Reifenstapeln gesicherte Streckenbegrenzung überstand.

### Rennen
Während Prost vor Alesi in Führung ging, kollidierte Hill in der ersten Kurve mit Senna, beide konnten aber das Rennen vorerst fortsetzen. Durch eine weitere Kollision mit Berger fiel Hill auf den neunten Rang zurück. Weiter hinten im Feld schieden Derek Warwick, Aguri Suzuki, JJ Lehto, Apicella und Rubens Barrichello ebenfalls durch Kollisionen aus, Christian Fittipaldi und Lamy mussten ihre Boxen ansteuern, um Reparaturen durchführen zu lassen.
In der vierten Runde gelangte Schumacher an Alesi vorbei auf den zweiten Platz. Hill kämpfte sich bis zum zehnten Umlauf auf den dritten Rang zurück, während Senna und Martin Brundle nach einer Kollision aufgeben mussten.
In der 22. Runde schied Schumacher wegen eines Motorschadens aus. Prost führte dadurch vor Hill, Alesi und Berger. Riccardo Patrese folgte auf dem sechsten Rang.
Nachdem Prost in Runde 49 wegen eines Motorschadens ausgefallen war, siegte Hill zum dritten Mal in Folge. Alesi wurde Zweiter vor Michael Andretti, der die erste und einzige Podiumsplatzierung seiner Formel-1-Karriere erreichte. Karl Wendlinger belegte den vierten Platz vor Patrese und Érik Comas. Um den siebten Platz duellierten sich auf den letzten Metern des Rennens die beiden Minardi-Piloten Fittipaldi und Pierluigi Martini. Beim Versuch, seinen Teamkollegen auf der Zielgeraden zu überholen, prallte Fittipaldi bei hoher Geschwindigkeit gegen dessen Hinterrad. Sein Wagen hob ab und überschlug sich, landete jedoch wieder auf den Rädern und rollte über die Ziellinie.
In der Fahrerwertung blieb Prost vorne, dahinter überholte Hill Senna. In der Konstrukteurswertung stand Williams-Renault als Weltmeister fest.

## Meldeliste
| Team                        | Nr. | Fahrer               | Chassis        | Motor                        | Reifen |
| --------------------------- | --- | -------------------- | -------------- | ---------------------------- | ------ |
| Canon Williams Team         | 0   | Damon Hill           | Williams FW15C | Renault RS5 3.5 V10          | G      |
| Canon Williams Team         | 02  | Alain Prost          | Williams FW15C | Renault RS5 3.5 V10          | G      |
| Tyrrell Racing Organisation | 03  | Ukyō Katayama        | Tyrrell 021    | Yamaha OX10A 3.5 V10         | G      |
| Tyrrell Racing Organisation | 04  | Andrea de Cesaris    | Tyrrell 021    | Yamaha OX10A 3.5 V10         | G      |
| Camel Benetton Ford         | 05  | Michael Schumacher   | Benetton B193B | Ford Cosworth HB 3.5 V8      | G      |
| Camel Benetton Ford         | 06  | Riccardo Patrese     | Benetton B193B | Ford Cosworth HB 3.5 V8      | G      |
| Marlboro McLaren            | 07  | Michael Andretti     | McLaren MP4/8  | Ford Cosworth HB 3.5 V8      | G      |
| Marlboro McLaren            | 08  | Ayrton Senna         | McLaren MP4/8  | Ford Cosworth HB 3.5 V8      | G      |
| Footwork Mugen Honda        | 09  | Derek Warwick        | Footwork FA14  | Mugen-Honda MF-351HB 3.5 V10 | G      |
| Footwork Mugen Honda        | 10  | Aguri Suzuki         | Footwork FA14  | Mugen-Honda MF-351HB 3.5 V10 | G      |
| Team Lotus                  | 11  | Pedro Lamy           | Lotus 107B     | Ford Cosworth HB 3.5 V8      | G      |
| Team Lotus                  | 12  | Johnny Herbert       | Lotus 107B     | Ford Cosworth HB 3.5 V8      | G      |
| Sasol Jordan                | 14  | Rubens Barrichello   | Jordan 193     | Hart 1035 3.5 V10            | G      |
| Sasol Jordan                | 15  | Marco Apicella       | Jordan 193     | Hart 1035 3.5 V10            | G      |
| Larrousse F1                | 19  | Philippe Alliot      | Larrousse LH93 | Lamborghini 3512 3.5 V12     | G      |
| Larrousse F1                | 20  | Érik Comas           | Larrousse LH93 | Lamborghini 3512 3.5 V12     | G      |
| Lola BMS Scuderia Italia    | 21  | Michele Alboreto     | Lola T93/30    | Ferrari 040 3.5 V12          | G      |
| Lola BMS Scuderia Italia    | 22  | Luca Badoer          | Lola T93/30    | Ferrari 040 3.5 V12          | G      |
| Minardi Team                | 23  | Christian Fittipaldi | Minardi M193   | Ford Cosworth HB 3.5 V8      | G      |
| Minardi Team                | 24  | Pierluigi Martini    | Minardi M193   | Ford Cosworth HB 3.5 V8      | G      |
| Ligier Gitanes Blondes      | 25  | Martin Brundle       | Ligier JS39    | Renault RS5 3.5 V10          | G      |
| Ligier Gitanes Blondes      | 26  | Mark Blundell        | Ligier JS39    | Renault RS5 3.5 V10          | G      |
| Scuderia Ferrari            | 27  | Jean Alesi           | Ferrari F93A   | Ferrari 041 3.5 V12          | G      |
| Scuderia Ferrari            | 28  | Gerhard Berger       | Ferrari F93A   | Ferrari 041 3.5 V12          | G      |
| Lighthouse Sauber           | 29  | Karl Wendlinger      | Sauber C12     | Sauber 2175 3.5 V10          | G      |
| Lighthouse Sauber           | 30  | JJ Lehto             | Sauber C12     | Sauber 2175 3.5 V10          | G      |

## Klassifikationen

### Qualifying
| Pos. | Fahrer               | Konstrukteur          | 1. Qualifikationstraining | 1. Qualifikationstraining | 2. Qualifikationstraining | 2. Qualifikationstraining | Start |
| Pos. | Fahrer               | Konstrukteur          | Zeit                      | Ø-Geschwindigkeit         | Zeit                      | Ø-Geschwindigkeit         | Start |
| ---- | -------------------- | --------------------- | ------------------------- | ------------------------- | ------------------------- | ------------------------- | ----- |
| 01   | Alain Prost          | Williams-Renault      | 1:22,163                  | 254,129 km/h              | 1:21,179                  | 257,209 km/h              | 01    |
| 02   | Damon Hill           | Williams-Renault      | 1:22,283                  | 253,758 km/h              | 1:21,491                  | 256,225 km/h              | 02    |
| 03   | Jean Alesi           | Ferrari               | 1:22,625                  | 252,708 km/h              | 1:21,986                  | 254,678 km/h              | 03    |
| 04   | Ayrton Senna         | McLaren-Ford          | 1:23,310                  | 250,630 km/h              | 1:22,633                  | 252,684 km/h              | 04    |
| 05   | Michael Schumacher   | Benetton-Ford         | 1:23,888                  | 248,903 km/h              | 1:22,910                  | 251,839 km/h              | 05    |
| 06   | Gerhard Berger       | Ferrari               | 1:23,750                  | 249,313 km/h              | 1:23,150                  | 251,112 km/h              | 06    |
| 07   | Johnny Herbert       | Lotus-Ford            | 1:25,463                  | 244,316 km/h              | 1:23,769                  | 249,257 km/h              | 07    |
| 08   | Aguri Suzuki         | Footwork-Mugen-Honda  | 1:26,127                  | 242,433 km/h              | 1:23,856                  | 248,998 km/h              | 08    |
| 09   | Michael Andretti     | McLaren-Ford          | 1:25,348                  | 244,645 km/h              | 1:23,899                  | 248,871 km/h              | 09    |
| 10   | Riccardo Patrese     | Benetton-Ford         | 1:26,082                  | 242,559 km/h              | 1:23,918                  | 248,814 km/h              | 10    |
| 11   | Derek Warwick        | Footwork-Mugen-Honda  | 1:24,673                  | 246,596 km/h              | 1:24,048                  | 248,429 km/h              | 11    |
| 12   | Martin Brundle       | Ligier-Renault        | 1:24,608                  | 246,785 km/h              | 1:24,137                  | 248,167 km/h              | 12    |
| 13   | JJ Lehto             | Sauber                | 1:24,298                  | 247,693 km/h              | 1:24,419                  | 247,338 km/h              | 13    |
| 14   | Mark Blundell        | Ligier-Renault        | 1:25,238                  | 244,961 km/h              | 1:24,344                  | 247,558 km/h              | 14    |
| 15   | Karl Wendlinger      | Sauber                | 1:25,016                  | 245,601 km/h              | 1:24,473                  | 247,180 km/h              | 15    |
| 16   | Philippe Alliot      | Larrousse-Lamborghini | 1:25,529                  | 244,128 km/h              | 1:24,807                  | 246,206 km/h              | 16    |
| 17   | Ukyō Katayama        | Tyrrell-Yamaha        | 1:26,300                  | 241,947 km/h              | 1:24,886                  | 245,977 km/h              | 17    |
| 18   | Andrea de Cesaris    | Tyrrell-Yamaha        | 1:25,482                  | 244,262 km/h              | 1:24,916                  | 245,890 km/h              | 18    |
| 19   | Rubens Barrichello   | Jordan-Hart           | 1:26,664                  | 240,930 km/h              | 1:25,144                  | 245,232 km/h              | 19    |
| 20   | Érik Comas           | Larrousse-Lamborghini | 1:26,323                  | 241,882 km/h              | 1:25,257                  | 244,907 km/h              | 20    |
| 21   | Michele Alboreto     | Lola-Ferrari          | 1:26,287                  | 241,983 km/h              | 1:25,368                  | 244,588 km/h              | 21    |
| 22   | Pierluigi Martini    | Minardi-Ford          | 1:25,903                  | 243,065 km/h              | 1:25,478                  | 244,273 km/h              | 22    |
| 23   | Marco Apicella       | Jordan-Hart           | 1:51,300                  | 187,601 km/h              | 1:25,672                  | 243,720 km/h              | 23    |
| 24   | Christian Fittipaldi | Minardi-Ford          | 1:26,135                  | 242,410 km/h              | 1:25,699                  | 243,643 km/h              | 24    |
| 25   | Luca Badoer          | Lola-Ferrari          | 1:26,049                  | 242,652 km/h              | 1:25,957                  | 242,912 km/h              | 25    |
| 26   | Pedro Lamy           | Lotus-Ford            | 1:26,380                  | 241,723 km/h              | 1:26,324                  | 241,879 km/h              | 26    |

### Rennen
| Pos. | Fahrer               | Konstrukteur          | Runden | Stopps | Zeit        | Start | Schnellste Runde |
| ---- | -------------------- | --------------------- | ------ | ------ | ----------- | ----- | ---------------- |
| 01   | Damon Hill           | Williams-Renault      | 53     | 1      | 1:17:07,509 | 02    | 1:23,575 (45.)   |
| 02   | Jean Alesi           | Ferrari               | 53     | 1      | + 40,012    | 03    | 1:25,140 (47.)   |
| 03   | Michael Andretti     | McLaren-Ford          | 52     | 2      | + 1 Runde   | 09    | 1:26,380 (46.)   |
| 04   | Karl Wendlinger      | Sauber                | 52     | 1      | + 1 Runde   | 15    | 1:27,458 (39.)   |
| 05   | Riccardo Patrese     | Benetton-Ford         | 52     | 2      | + 1 Runde   | 10    | 1:27,309 (31.)   |
| 06   | Érik Comas           | Larrousse-Lamborghini | 51     | 0      | + 2 Runden  | 20    | 1:28,192 (39.)   |
| 07   | Pierluigi Martini    | Minardi-Ford          | 51     | 0      | + 2 Runden  | 22    | 1:28,907 (43.)   |
| 08   | Christian Fittipaldi | Minardi-Ford          | 51     | 0      | + 2 Runden  | 24    | 1:28,062 (46.)   |
| 09   | Philippe Alliot      | Larrousse-Lamborghini | 51     | 2      | + 2 Runden  | 16    | 1:27,534 (43.)   |
| 10   | Luca Badoer          | Lola-Ferrari          | 51     | 0      | + 2 Runden  | 25    | 1:29,426 (34.)   |
| 11   | Pedro Lamy           | Lotus-Ford            | 49     | 0      | DNF         | 26    | 1:29,209 (32.)   |
| 12   | Alain Prost          | Williams-Renault      | 48     | 1      | DNF         | 01    | 1:24,407 (39.)   |
| 13   | Andrea de Cesaris    | Tyrrell-Yamaha        | 47     | 1      | DNF         | 18    | 1:28,620 (34.)   |
| 14   | Ukyō Katayama        | Tyrrell-Yamaha        | 47     | 2      | + 6 Runden  | 17    | 1:29,502 (46.)   |
| –    | Michele Alboreto     | Lola-Ferrari          | 23     | 0      | DNF         | 21    | 1:30,168 (18.)   |
| –    | Michael Schumacher   | Benetton-Ford         | 21     | 0      | DNF         | 05    | 1:25,969 (21.)   |
| –    | Mark Blundell        | Ligier-Renault        | 20     | 1      | DNF         | 14    | 1:28,889 (12.)   |
| –    | Gerhard Berger       | Ferrari               | 15     | 0      | DNF         | 06    | 1:28,139 (09.)   |
| –    | Johnny Herbert       | Lotus-Ford            | 14     | 0      | DNF         | 07    | 1:28,512 (08.)   |
| –    | Martin Brundle       | Ligier-Renault        | 8      | 0      | DNF         | 12    | 1:28,559 (07.)   |
| –    | Ayrton Senna         | McLaren-Ford          | 8      | 0      | DNF         | 04    | 1:27,939 (05.)   |
| –    | Derek Warwick        | Footwork-Mugen-Honda  | 0      | 0      | DNF         | 11    | –                |
| –    | Aguri Suzuki         | Footwork-Mugen-Honda  | 0      | 0      | DNF         | 08    | –                |
| –    | JJ Lehto             | Sauber                | 0      | 0      | DNF         | 13    | –                |
| –    | Rubens Barrichello   | Jordan-Hart           | 0      | 0      | DNF         | 19    | –                |
| –    | Marco Apicella       | Jordan-Hart           | 0      | 0      | DNF         | 23    | –                |

## WM-Stände nach dem Rennen
Die ersten sechs des Rennens bekamen 10, 6, 4, 3, 2 bzw. 1 Punkt(e).

### Fahrerwertung
| Pos. | Fahrer               | Konstrukteur         | Punkte |
| ---- | -------------------- | -------------------- | ------ |
| 01   | Alain Prost          | Williams-Renault     | 81     |
| 02   | Damon Hill           | Williams-Renault     | 58     |
| 03   | Ayrton Senna         | McLaren-Ford         | 53     |
| 04   | Michael Schumacher   | Benetton-Ford        | 42     |
| 05   | Riccardo Patrese     | Benetton-Ford        | 20     |
| 06   | Martin Brundle       | Ligier-Renault       | 11     |
| 07   | Johnny Herbert       | Lotus-Ford           | 11     |
| 08   | Jean Alesi           | Ferrari              | 10     |
| 09   | Mark Blundell        | Ligier-Renault       | 10     |
| 10   | Gerhard Berger       | Ferrari              | 10     |
| 11   | Michael Andretti     | McLaren-Ford         | 7      |
| 12   | Karl Wendlinger      | Sauber               | 5      |
| 13   | JJ Lehto             | Sauber               | 5      |
| 14   | Christian Fittipaldi | Minardi-Ford         | 5      |
| 15   | Derek Warwick        | Footwork-Mugen-Honda | 4      |

| Pos. | Fahrer             | Konstrukteur          | Punkte |
| ---- | ------------------ | --------------------- | ------ |
| 16   | Philippe Alliot    | Larrousse-Lamborghini | 2      |
| 17   | Fabrizio Barbazza  | Minardi-Ford          | 2      |
| 18   | Alessandro Zanardi | Lotus-Ford            | 1      |
| 19   | Érik Comas         | Larrousse-Lamborghini | 1      |
| 20   | Rubens Barrichello | Jordan-Hart           | 0      |
| 21   | Pierluigi Martini  | Minardi-Ford          | 0      |
| 23   | Luca Badoer        | Lola-Ferrari          | 0      |
| 24   | Aguri Suzuki       | Footwork-Mugen-Honda  | 0      |
| 25   | Thierry Boutsen    | Jordan-Hart           | 0      |
| 26   | Andrea de Cesaris  | Tyrrell-Yamaha        | 0      |
| 27   | Ukyō Katayama      | Tyrrell-Yamaha        | 0      |
| 28   | Michele Alboreto   | Lola-Ferrari          | 0      |
| 29   | Pedro Lamy         | Lotus-Ford            | 0      |
| –    | Ivan Capelli       | Jordan-Hart           | 0      |
| –    | Marco Apicella     | Jordan-Hart           | 0      |

### Konstrukteurswertung
| Pos. | Konstrukteur     | Punkte |
| ---- | ---------------- | ------ |
| 01   | Williams-Renault | 139    |
| 02   | Benetton-Ford    | 62     |
| 03   | McLaren-Ford     | 60     |
| 04   | Ligier-Renault   | 21     |
| 05   | Ferrari          | 20     |
| 06   | Lotus-Ford       | 12     |
| 07   | Sauber           | 10     |

| Pos. | Konstrukteur          | Punkte |
| ---- | --------------------- | ------ |
| 08   | Minardi-Ford          | 7      |
| 09   | Footwork-Mugen-Honda  | 4      |
| 10   | Larrousse-Lamborghini | 3      |
| 11   | Jordan-Hart           | 0      |
| 12   | Lola-Ferrari          | 0      |
| 13   | Tyrrell-Yamaha        | 0      |